# Daria Bourkina
Daria Sergueïevna Bourkina (en russe : Дарья Сергеевна Буркина) est une joueuse de volley-ball russe née le 4 janvier 1989 à Bakou. Elle mesure 1,78 m et joue au poste de passeuse. 

## Clubs
| Club                  | De        | À         |
| --------------------- | --------- | --------- |
| SDUSHOR-73            | 1999-2000 | 2004-2005 |
| Loutch Moscou         | 2005-2006 | 2007-2008 |
| Sparta Nijni Novgorod | 2008-2009 | 2011-2012 |
| VK Oufimotchka Oufa   | 2012-2013 | 2012-2013 |
| Indesit Lipetsk       | sept 2013 | oct 2013  |
| VK Primorotchka       | 2013-2014 | 2013-2014 |
| VK Voronej            | 2014-2015 | 2014-2015 |
| Irtych-Kazkhrom       | 2015-2016 | 2015-2016 |
| Zaretchie Odintsovo   | jan 2016  | mai 2016  |
| Rota Koleji İzmir     | 2016-2017 | 2016-2017 |
| VK Toulitsa Toula     | 2017-2018 | …         |

## Palmarès
- Coupe du Kazakhstan
  - Vainqueur : 2015.
- Supercoupe du Kazakhstan
  - Finaliste : 2015.